# Jolanda Courtenayska
Jolanda Courtenayska je bila druga žena ogrskega kralja Andreja II. in kot taka ogrska in hrvaška kraljica, * okoli 1200, † junij 1233.
Bila je hčerka grofa Petra II. Courtenayskega in njegove druge žene Jolande Flandrijske, sestre latinskih cesarjev Balduina I. in Henrika I. Poroko z Andrejem II., katerega prva žena Gertruda je bila umorjena v zaroti 24. septembra 1213, je organiziral njen stric, cesar Henrik I.
Po poroki februarja 1215 v Székesfehérváru jo je esztergomski škof Ivan kronal za ogrsko kraljico. Veszprémski nadškof Robert se je na to pritožil rimskemu papežu, ker je bilo kronanje kraljic privilegij njegove nadškofije. Papež je na Ogrsko poslal svojega legata, ki je pritožbo raziskal in potrdil privilegij  Veszprémske nadškofije.
Po smrti Jolandinega strica Henrika I. 11. julija 1216 je Andrej kot Jolandin mož nameraval pridobiti zase cesarsko krono, vendar so ga latinski plemiči zavrnili in za cesarja kronali Jolandinega očeta Petra II. Courtenayskega.
Jolanda je imela dobre odnose z Andrejevimi otroki iz prvega zakona. Po smrti leta 1233 so jo pokopali v opatiji belih menihov v Igrișu (Sânpetru Mare, Romunija).

## Otroci
Z Andrejem II. je imela hčerko 
- Jolando, poročeno s kraljem Jakobom I. Aragonskim

## Vira
- Soltész, István.  Árpád-házi királynék. Gabo, 1999.
- Kristó, Gyula, Makk, Ferenc. Az Árpád-ház uralkodói. IPC Könyvek, 1996.

| Jolanda Courtenayska KapetingiRojen: okoli 1200 Umrl: 1233 |                           |                            |
| Nazivi za člane kraljevske družine                         |                           |                            |
| Predhodnik: Gertruda Meranska                              | Ogrska kraljica 1215–1233 | Naslednik: Beatrika d'Este |